# Ağdam (Rayon)
Ağdam ist ein Rayon im westlichen Aserbaidschan mit der gleichnamigen Hauptstadt Ağdam. Der Rayon stand von 1993 bis 2020 zum großen Teil unter der Kontrolle der international nicht anerkannten Republik Arzach (Bergkarabach). Die Einwohnerzahl beträgt 205.100 (Stand: 2021).

## Geografie
Der Bezirk liegt in Niederkarabach und umfasst 1094 km². Das Relief ist hauptsächlich flach, an einigen Stellen in den Ausläufern des Karabachgebirges bergig, der zum Kleinen Kaukasus gehört. Die mittlere Höhe über dem Meeresspiegel beträgt 410 Meter, der höchste Punkt liegt auf 1365 Metern. Das Klima ist hauptsächlich warm-gemäßigt, trocken und subtropisch. Die mittlere jährliche Niederschlagsmenge beläuft sich auf 300–550 Millimeter. Innerhalb des Bezirkes fließen die Flüsse Karkar und Chatschen, jeweils vom Gebirge im Westen in das östliche Flachland. Am südlicheren Karkar liegt die Bezirkshauptstadt Ağdam.

## Geschichte
Der Bezirk wurde 1930 geschaffen und hatte 1993 etwa 164.100 Einwohner. 1988 begann der jüngere Konflikt um Bergkarabach, der bald auch Ağdam erreichte. Die aserbaidschanischen Flüchtlinge aus Bergkarabach erreichten Ağdam in den letzten Monaten des Jahres 1988. Während des Krieges ab 1992 kam es zu einem Sturmangriff der armenischen Armee auf den Bezirk, der am 11. Mai 1993 begann. Am 23. Juli 1993 wurde die Stadt Ağdam erobert und in der Folge zerstört. Bis zum 12. Mai 1994 hatten die bergkarabachischen Streitkräfte 846,7 km², etwa 80 %, des Bezirkes erobert. Die Bevölkerung der Stadt floh nach Osten in andere Regionen Aserbaidschans. In der Region wurde das armenische Militär in mehreren Posten stationiert. Das Gebiet wurde als Teil der Provinz Askeran der Republik Arzach verwaltet, in kleineren Teilen auch durch die Provinz Martakert und Martuni.
Nach dem Krieg um Bergkarabach 2020 kam der Bezirk am 19. November wieder unter aserbaidschanische Kontrolle. Zuvor zogen alle armenischen Einheiten ab und auch die armenischen Bewohner flohen. Sie nahmen dabei meist all ihre bewegliche Habe mit sich, einige setzten ihre Häuser vor der Flucht in Brand.
2009 hatte der Bezirk nach aserbaidschanischen Angaben 174.600 Einwohner.

## Wirtschaft
Die Region ist landwirtschaftlich geprägt. Es werden Weizen, Baumwolle und Wein angebaut sowie Seidenraupen und Rinder gezüchtet. Außerdem existiert eine Lebensmittelindustrie, die die dort produzierten Güter weiterverarbeitet.

## Architektonische Denkmäler
In Ağdam
- Üzərlik-Təpə
- Hof des Panah Ali Khan
- Moschee in Ağdam

Im Dorf Khatschinderbend

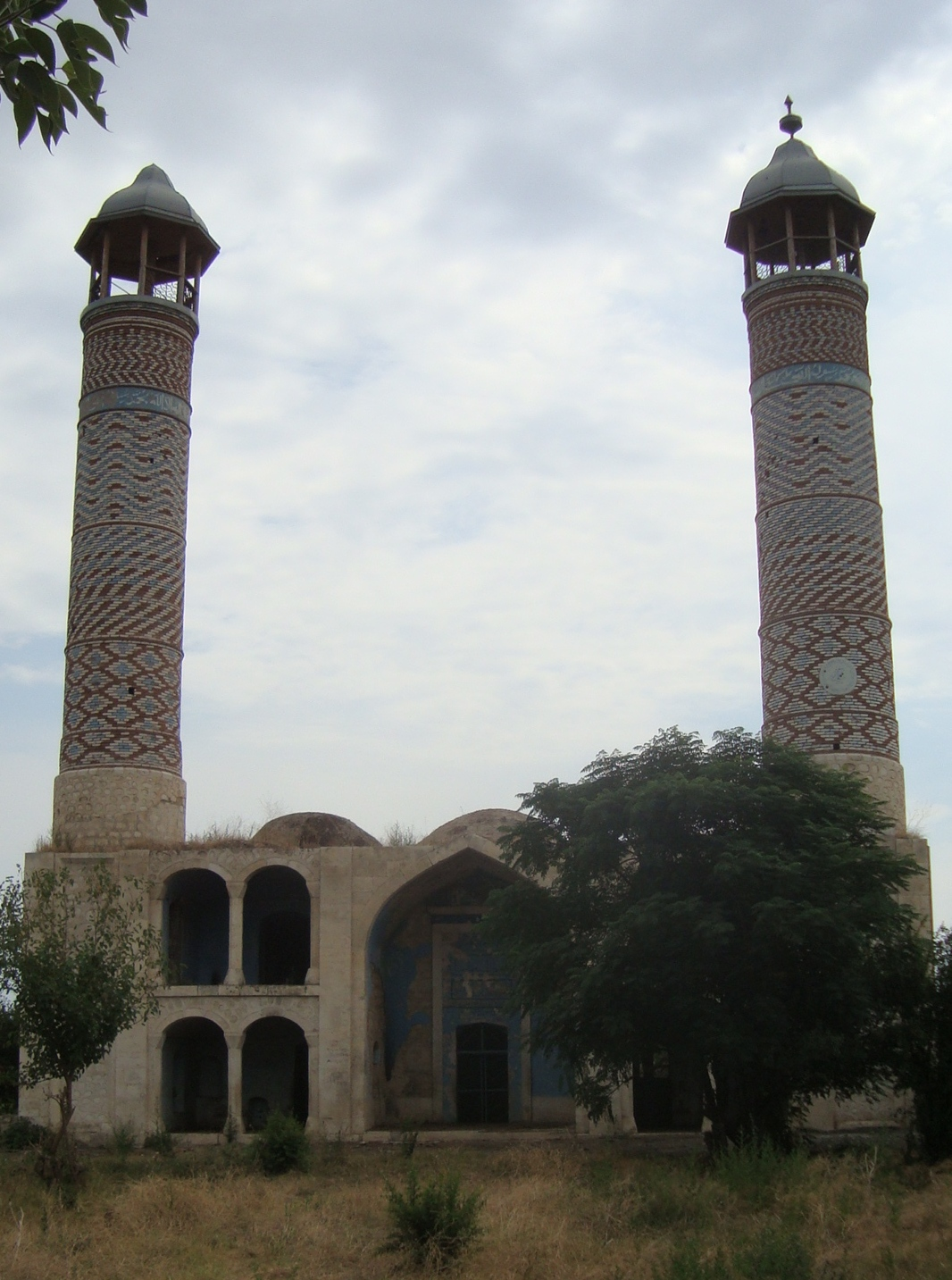
Moschee in Agdam

- Qutlu-Sarı-Musa-oğlu-Grabmal aus dem Jahr 1314

Im Dorf Kengerli
- Mausoleum und Steingrabsteine aus dem 14. Jahrhundert

Im Dorf Papravend
- Die Mausoleen und Moschee aus dem 18. Jahrhundert
- Khanoglu-Mausoleum aus dem 17. Jahrhundert
- Das Mausoleum der Natavan und ihres Sohnes aus dem 19. Jahrhundert

Im Dorf Schahbulaq
- Das Schahbulaq-Schloss

Außerdem befindet sich im Bezirk das armenische Kloster Wankassar und nahe dessen die Ausgrabungsstätte der antiken Stadtgründung Tigranakert.
Im Dorf Xaçındərbətli
- Qutlu-Musa-Mausoleum